# Orville Alton Turnquest
Orville Alton Turnquest (ur. 19 lipca 1929) – bahamski polityk i prawnik. W latach 1995–2001 gubernator generalny Bahamów.
Po studiach prawniczych na Bahamach, w 1953 został przyjęty do adwokatury tego obszaru, wówczas będącego jeszcze kolonią brytyjską. Kontynuował studia w Londynie i w 1960 uzyskał prawo wykonywania zawodu również w Wielkiej Brytanii. W tym samym roku rozpoczął karierę polityczną, stając się sekretarzem generalnym Postępowej Partii Liberalnej, jednego z dwóch głównych bahamskich ugrupowań. W latach 1962–1967 zasiadał z jej ramienia w Senacie. Następnie zmienił barwy partyjne, przenosząc się do Wolnego Ruchu Narodowego (FNM). W latach 1972–1979 był przywódcą frakcji tej partii, wówczas opozycyjnej, w Izbie Zgromadzenia. Po trzyletniej nieobecności w parlamencie, w 1982 wrócił do niego i zasiadał w nim aż do swej nominacji na gubernatora generalnego. w Od 1987 do 1994 pełnił także funkcję wiceprzewodniczącego FNM. W latach 1992–1994 był wicepremierem Bahamów, kierując jednocześnie resortami spraw zagranicznych i sprawiedliwości. 
Po odejściu z urzędu gubernatora w 2001, przeszedł na emeryturę. Jego syn poszedł w ślady ojca i jest obecnie ministrem turystyki Bahamów. 